# Swan Theatre
Le Swan Theatre est un théâtre britannique de 1986 de style néogothique, propriété de la Royal Shakespeare Company à Stratford-upon-Avon (ou est né et est disparu William Shakespeare 1564-1616) dans le Warwickshire en Angleterre.

## Historique
En 1986 le Swan Theatre est construit à côté du Royal Shakespeare Theatre, sur l'emplacement du Shakespeare Memorial Theatre détruit par un incendie en 1926. 
Le 8 mai 1986 le théâtre est inauguré avec Les Deux Nobles Cousins, dernière pièce de théâtre écrite en 1613 par William Shakespeare et John Fletcher, avec Trevor Nunn et Terry Hands à titre de directeurs artistiques.